# NGC 6635
NGC 6635 este o galaxie situată în constelația Hercule. A fost descoperită în 9 iulie 1863 de către Albert Marth. Se află la o distanță de 74,28 de megaparseci de Pământ.